# 小行星4667
小行星4667（英語：4667 Robbiesh）是一颗围绕太阳公转的小行星。1986年11月4日，罗伯特·H·麦克诺特在赛丁泉山发现了此天体。
这颗小行星的绝对星等为25.48352等。